# Juraphis karataviensis
Juraphis karataviensis  (лат.) — вид вымерших равнокрылых насекомых рода Juraphis из семейства Juraphididae Zyla et al. 2014, близкий к тлям . Обнаружен в юрских отложениях Центральной Азии (Казахстан, около 160 млн лет, Каратау, Чимкентская область, Карабастауская свита, келловейский ярус).

## Описание
Мелкого размера равнокрылые насекомые, сходные с тлями. Длина тела 2,52 мм, длина переднего крыла 4,15 мм, длина заднего крыла 2,59 мм.
Вид Juraphis karataviensis был впервые описан в 2014 году польскими палеоэнтомологами Дагмарой Зиля (Dagmara Żyła; Department of Zoology, University of Silesia, Катовице, Польша), Петром Вегиереком (Piotr Wegierek), Владимиром Благодеровым (Vladimir Blagoderov; Department of Science Facilities, Natural History Museum, Лондон), вместе с видом Pterotella shartegensis Zyla et al. 2014.
Таксон J. karataviensis включён в состав рода Juraphis вместе с видом Juraphis crassipes Shaposhnikov 1979. Сестринские таксоны: Aphaorus и Pterotella (Juraphididae Zyla et al. 2014).